# Cucullia faucicola
Cucullia faucicola là một loài bướm đêm trong họ Noctuidae.